# Aphrodité öröksége
Az Aphrodité öröksége (The Aphrodite Inheritance) a BBC 1979-ben készült nyolc részes angol televíziós sorozata.

## Történet
A sorozat főszereplője a brit mérnök, Barry Collier, aki Ciprusra látogat, hogy kivizsgálja a testvére, David halálának körülményeit. Ezt követően furcsa összeesküvésekbe és különböző természetfölötti és mitológiai motívumokkal átszőtt események középpontjába kerül. Az istenek is beleavatkoznak a nyomozásba. A film végén Barry repülővel távozik, és valaki egy bőrönd pénzt csúsztat lábához a gépen.

## Szereplők
| Szerep          | Színész           | Magyar hang     |
| --------------- | ----------------- | --------------- |
| Helene          | Alexandra Bastedo | Gór Nagy Mária  |
| David Collier   | Peter McEnery     | Fodor Tamás     |
| Charalambos     | Stefan Gryff      | Somhegyi György |
| Martin Preece   | Tony Doyle        | Papp János      |
| Travis          | Karl Held         |                 |
| Olsen           | Ray Jewers        |                 |
| Hellman         | Paul Maxwell      | Kristóf Tibor   |
| Dimas felügyelő | Godfrey James     | Szabó Ottó      |
| Basileos        | Brian Blessed     | Vajda László    |
| Eric Morrison   | William Wilde     | Beregi Péter    |
| Maria           | Carmen Gómez      | Vándor Éva      |

## Epizódok
- 1: A Death in the Family
- 2: A Lamb to the Slaughter
- 3: Here We Come Gathering
- 4: A Friend in Need
- 5: Come Into My Parlour (Magyar cím: Térj Be Hozzám)
- 6: Said the Spider to the Fly
- 7: The Eyes of Love (Magyar Cím:A szerelem szeme)
- 8: To Touch a Rainbow (Magyar Cím:Hihetetlen szerencse)

## Fordítás
- Ez a szócikk részben vagy egészben  a   The Aphrodite Inheritance című angol Wikipédia-szócikk fordításán alapul.  Az eredeti cikk szerkesztőit annak laptörténete sorolja fel. Ez a jelzés csupán a megfogalmazás eredetét és a szerzői jogokat jelzi, nem szolgál a cikkben szereplő információk forrásmegjelöléseként.